# Triángulo de espías
Triángulo de espías es la segunda parte de una trilogía que comenzó con El traidor de Praga, novela escrita por el cubano-sueco Humberto López y Guerra, seudónimo H.L. Guerra, publicada en 2016.

## Argumento
El misterioso asesinato de una joven rusa en Estocolmo dispara la alerta operativa de la Säpo (la Policía de Seguridad, Contraespionaje y Antiterrorismo de Suecia), que inmediatamente trata de tender una cortina de humo en torno al crimen. El oficial de Contrainteligencia de la Säpo, Stig Bohman, ha sido encargado por su gobierno de entorpecer la labor de los policías al frente del caso: el comisario Gunnar Jansson y su asistente, Anna Palmqvist. La intriga que mueve a los policías suecos es que la chica —que según los medios no era más que una prostituta de Europa del Este muerta por sobredosis— es en realidad la hija de un coronel cubano dispuesto a desertar y a vender información altamente secreta a los norteamericanos a cambio de asilo político. A partir de aquí, se desata una intensa trama de lealtades y deslealtades. Las vacilaciones y dudas de los gobiernos sueco y norteamericano acrecientan el tenso desarrollo de la acción.

## Críticas y reseñas
La novela fue presentada en noviembre del 2016 la Feria Internacional del Libro de Miami
Manuel C. Díaz en El Nuevo Herald escribe:
"Triangulo de espías es una estupenda novela de espionaje. No encuentro una mejor manera de describirla. Está escrita con meticulosidad de artesano y en su trama, a pesar de que se abordan temas complejos como la venta ilegal de armas a países terroristas, no hay cabos sueltos. Al final, gracias a un inesperado twist argumental, todas las piezas caen en su sitio. Y todo en el marco de una trama en la que se ven envueltos los servicios de inteligencia de Cuba, Corea del Norte y Estados Unidos. Con esta novela, Humberto López ha vuelto a demostrar, como lo hizo en El traidor de Praga, que los espías no tienen que surgir del frío. Pueden venir desde el calor del trópico. En realidad, ya lo están haciendo. Después de todo, están a solo noventa millas de nosotros".
En 2017 Librotea  el recomendador de libros del diario español El País seleccionó "Triángulo de espías" entre las diez nuevas mejores novelas de espionaje en el que sobresale el tema de Correa del Norte e ISIS junto a las novelas de Daniel Silva "El espía inglés" y John le Carré "El hombre más buscado".